# Белый Берег (Житомирская область)
Бе́лый Бе́рег (укр. Білий Берег) — село в Малинском районе Житомирской области Украины. Впервые упоминается в 1534 году.
Код КОАТУУ — 1823484802. Население по переписи 2001 года составляет 74 человека. Почтовый индекс — 11600. Телефонный код — 4133. Занимает площадь 0,572 км². Адрес местного совета: Житомирская обл., Малинский р-н, с. Любовичи, тел. 5-31-40.

## Персоналии
С 1904 года, вплоть до 1919 года здесь ежегодно летом отдыхали на своей даче-усадьбе члены семьи действительного статского советника П. М. Вакара. Дача была выстроена на земле, приобретённой у городского головы Радомысля помещика Гринцевича.

## Ссылки

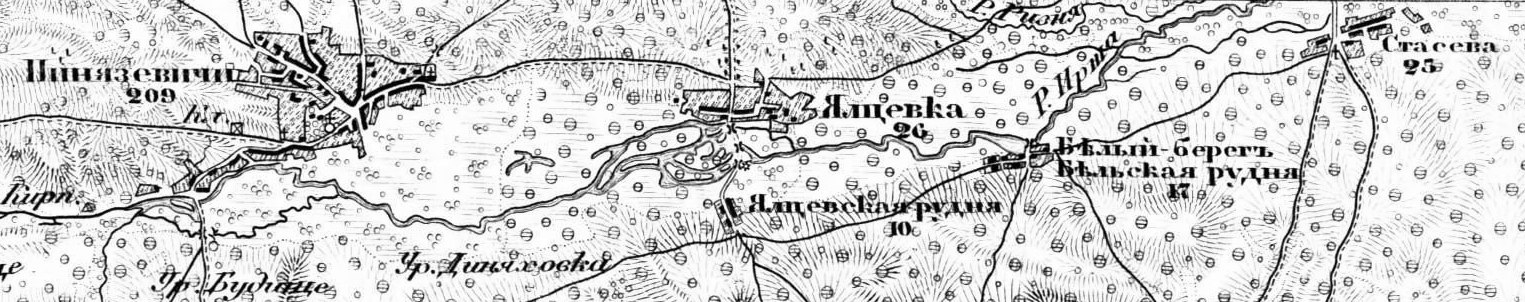
Белый Берег на российской карте 1868 года